# Anthony Rondel
Pour les articles homonymes, voir Rondel (homonymie).
 (août 2023).
Si vous disposez d'ouvrages ou d'articles de référence ou si vous connaissez des sites web de qualité traitant du thème abordé ici, merci de compléter l'article en donnant les références utiles à sa vérifiabilité et en les liant à la section « Notes et références ».
Pour les articles homonymes, voir Rondel.
Anthony Rondel, né le 8 avril 1978 au Mans, est un patineur de roller de vitesse français.
Il est le père du cycliste Mathys Rondel.

## Carrière
Après un premier titre de Champion de France au Lude (72) en 1996 dans une épreuve de longue distance (50 km), il se découvre une passion pour les efforts en solitaire, et réalise en 2000, le record du monde en roller sur 24 heures en parcourant la distance de 525,517 km. Entre 2000 et 2013, 25 records du monde et un record d'Europe seront établis ou battus, officialisés par des juges internationaux et européens.

## Palmarès

### 2017
- tour de la Sarthe cyclisme en solo 281km 10h15 minutes

### 2015
- victoire  6h de laval (équipe team CSR )
- 5 victoires sur le challenge Pays de Loire Master

### 2014
- Participation wintertriathlon d'Assen 🇳🇱 3h17 (course à pied,cyclisme,patniage de vitesse)

### 2013
Du 26 juillet au 2 août, sur la piste de Laigné-St Gervais en Belin (Sarthe, 72) il va établir et battre 5 records du monde :
- record du monde des 48 heures en 729,139 km.
- record du monde des 100 heures en 1 229,681 km.
- record du monde des 1 000 km en 72 heures 57 minutes et 55 secondes[2].
- record du monde des 1 000 miles en 137 heures 52 minutes et 2 secondes
- un nouveau record du monde des 6 jours, en 1 658,535 km[3] (soit une moyenne de 11,6 km/h) a été établi par Anthony Rondel (en solo) et officialisé (le précédent record détenu par l'Américain William Donovan[4] avait été réalisé dans des conditions différentes, au cours d'une course réunissant 36 participants).

### 2012
- 3e des 24 Heures du Mans roller (équipe EOMETALLO )
- 1er des 6 h de Ballan Miré (équipe duo CSR TEAM)
- 9e France marathon

### 2011
- 5e des 24 Heures du Mans roller (équipe CSR TEAM )
- 1er des 6h de Chartes (équipe mixte CSR TEAM)

### 2010
- Record du monde des 100 km : 3 h 2 min 16 s (par équipe)[5]
- Record du monde des 6 heures : 192,547 km (par équipe)
- Record du monde des 12 heures : 372,643 km (par équipe)
- Record du monde des 18 heures  (par équipe)
- Record du monde des 24 heures : 721,081 km (par équipe)
- 2e des 24 Heures du Mans roller (Équipe)

### 2009
- 1er des 6 h de Tours (équipe CSR TEAM)
- 1er 30 km lavaré
- 1er coupe de France open de Rennes
- 3e des 24 h du Mans roller (équipe CSR TEAM)

### 2008
- 1er des 6 h de Tours (équipe mixte CSR TEAM)
- 4e des 24 h du Mans roller (équipe CSR TEAM)

### 2007
- 1er des 12 heures de la Faute-sur-Mer (équipe)
- 3e des 6 heures de Montluçon (équipe)

### 2005
- 3e des 24 Heures du Mans roller (équipe)

### 2004
- Record du Monde des 1 000 km : 85 h 1 min 43 s (solo)
- Tour de la Sarthe 308 km : 16 h 2 min (solo)
- 1er des 12 Heures de la Faute-sur-Mer (équipe)
- 2e des 12 Heures de Saint-Cast (équipe)

### 2003
- Record du monde des 100 km : 3 h 14 min 12 s (par équipe)
- Record du monde des 6 heures : 184,338 km (par équipe)
- Record du monde des 12 heures : 354,564 km (par équipe)
- Record du monde des 24 heures : 686,390 km (par équipe)
- 3e des 24 Heures du Mans roller (équipe)
- 2e par équipe de la French In Line Cup
- 1er des 12 Heures de la Faute-sur-Mer (équipe)

### 2002
- Record du monde sur 100 km solo 2h 58 min et 58 s
- Record du Monde des 50 miles (80 km) : 2 h 47 min 28 s (solo)
- Record d'Europe des 6 heures : 159,770 km (solo)
- 3e Marathon International de Nantes (sénior national)

### 2001
- 10e classement général French In Line Cup de Marathon (sénior national)
- 6e marathon international de Dijon (sénior national)
- 7e marathon international des Herbiers (sénior national)
- 5e des 24 Heures du Mans Roller (équipe)

### 2000
- Record du monde des 24 heures : 525,517 km (solo)
- Record du monde sur 30 jours : 3 256,55 km (solo)
- Record du monde sur 5 000 km : 46 jours 32 minutes et 17 secondes (solo)
- Record du monde sur 10 000 km : 138 jours 15 heures 22 minutes et 25 secondes (solo)
- Record du monde sur 365 jours : 14 209,47 km (solo)

### 1997
- 3e du marathon international de Rennes (sénior national)

### 1996
- Champion de France Grand Fond (sénior national)
- 1er France Tour de Loire (course d'endurance par étapes entre Le Mans et Nantes)